# アカデミア美術館 (フィレンツェ)
アカデミア美術館（イタリア語: La Galleria dell'Accademia a Firenze）は、イタリアのフィレンツェにあるフィレンツェ美術学校（アカデミア・ディ・ベッレ・アルティ・フィレンツェ、Accademia di Belle Arti Firenze）の美術館である。

## 沿革
フィレンツェにあった美術学校（アカデミア）としては、1561年にジョルジョ・ヴァザーリ、アーニョロ・ブロンズィーノ、バルトロメオ・アンマナーティによって創立された、「Accademia delle Arti del Disegno」があり、ヨーロッパで最も初期の美術学校であった。
1784年に、トスカーナ大公であったレオポルト2世がフィレンツェの美術学校の統合を命じ、「Accademia di Belle Arti di Firenze」が創設され、学生の教育のための美術館が設立されることになり、この年をフィレンツェのアカデミア美術館の設立年とすることが多い。
アカデミア美術館には、ミケランジェロの有名な作品が収蔵されていて、パオロ・ウッチェッロやドメニコ・ギルランダイオ、サンドロ・ボッティチェッリ、アンドレア・デル・サルトらのルネサンス期の絵画や、美術学校（アカデミア）の学生だった画家によって制作された作品が収蔵されている。
1873年、ミケランジェロの傑作『ダヴィデ像』が、シニョーリア広場のヴェッキオ宮殿前から、天候や歳月による損傷を防ぐという理由でここに移設された。

## 収蔵品

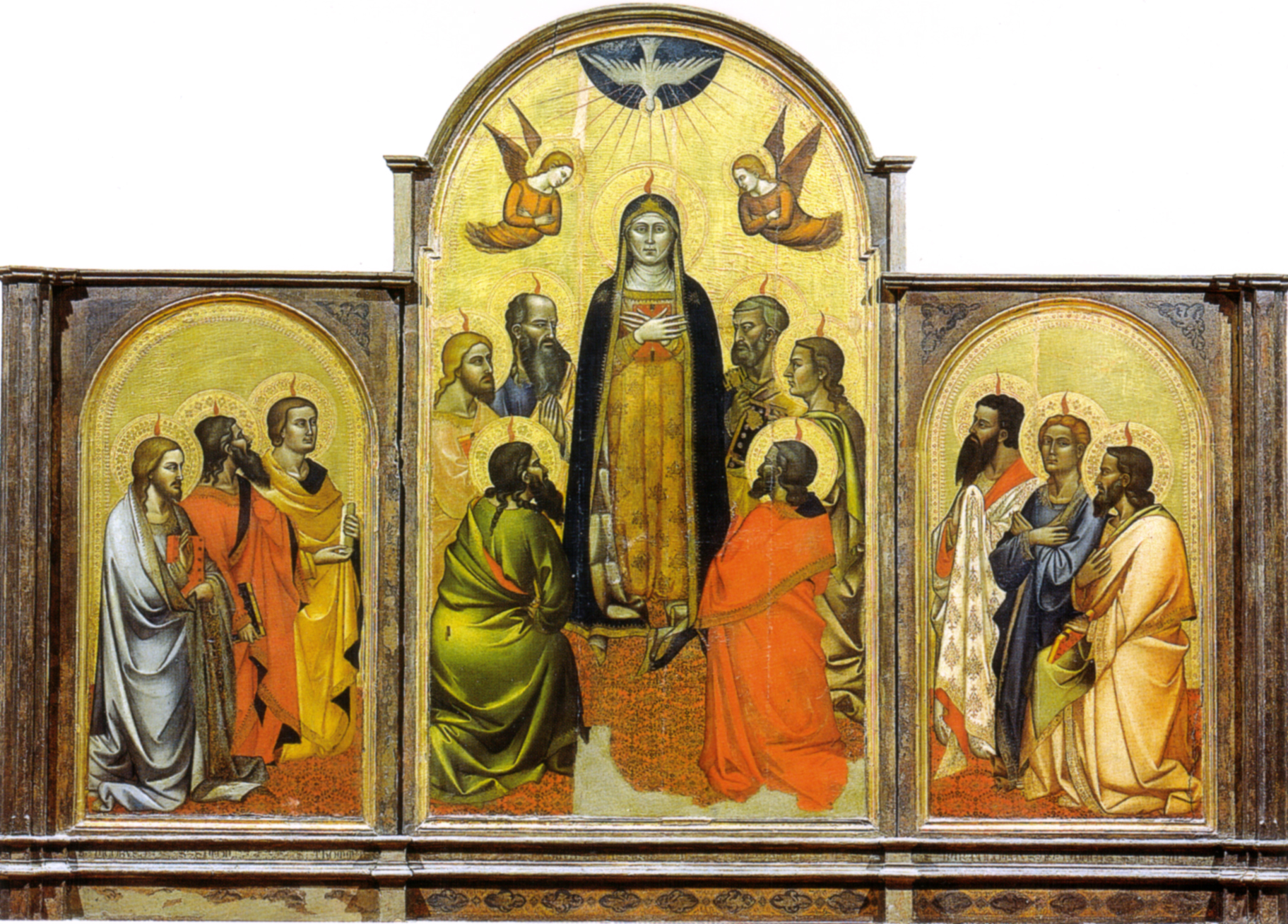
オルカーニャ 『聖霊降臨』1352年-1355年頃
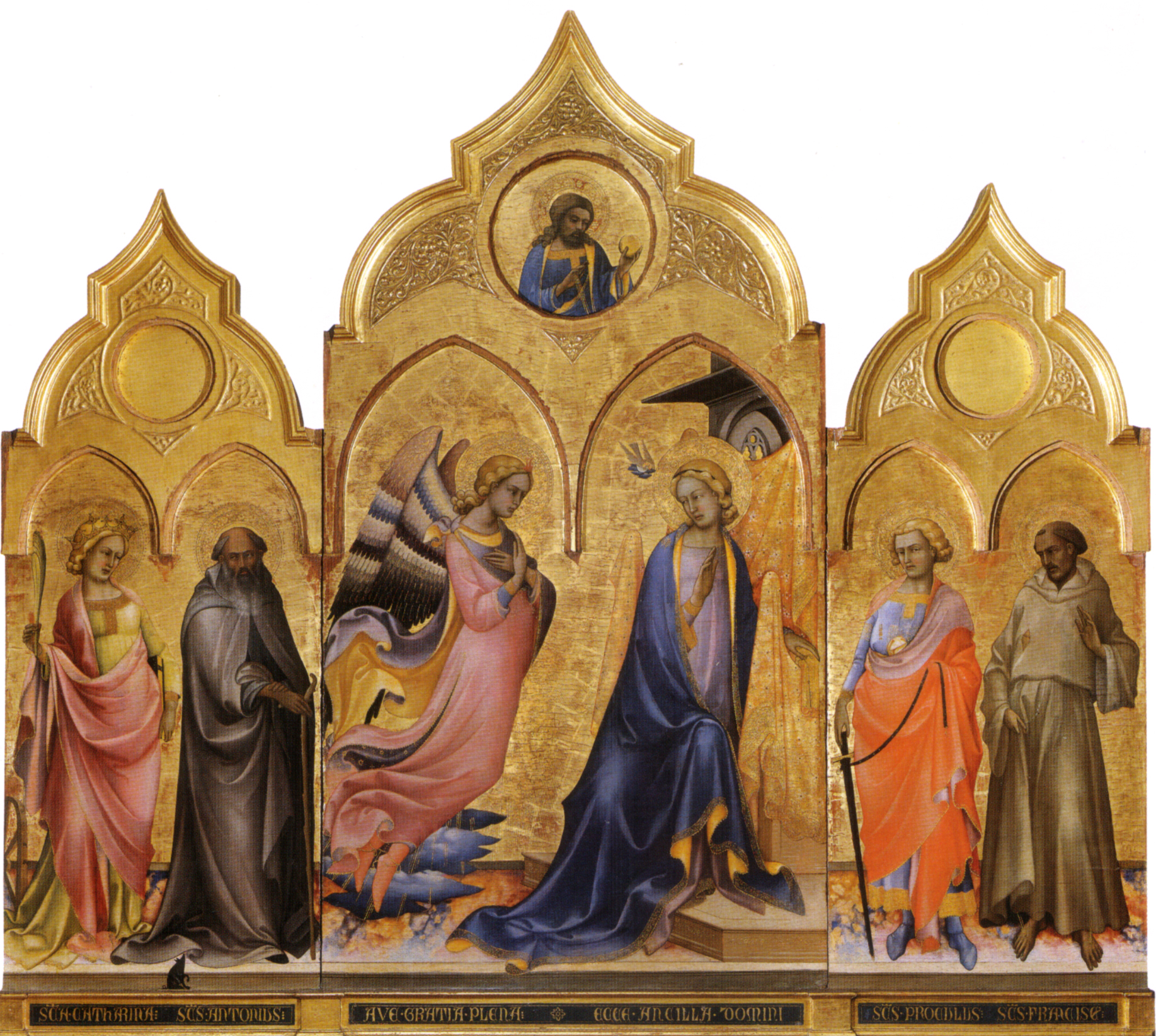
ロレンツォ・モナコ 『受胎告知の三連祭壇画 』1410年-1415年頃
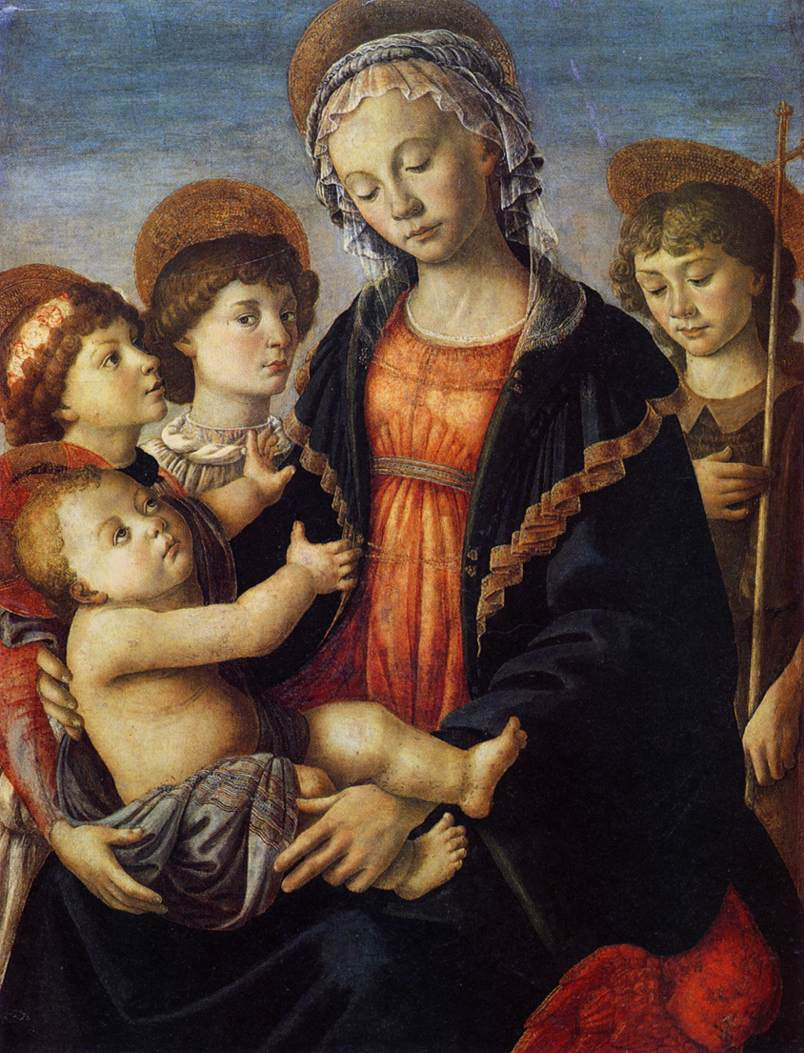
サンドロ・ボッティチェッリ『聖母子と少年聖ヨハネ、二人の天使』1468年頃
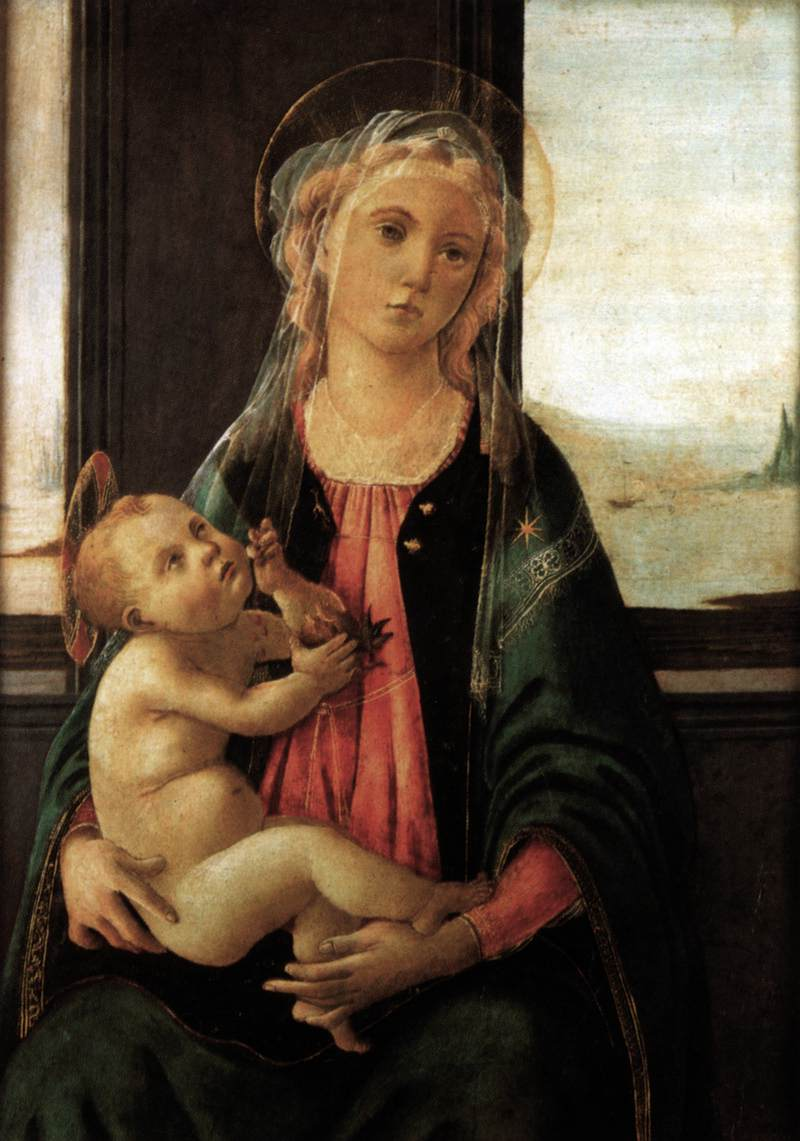
サンドロ・ボッティチェッリに帰属『海の聖母』1475-1480年頃
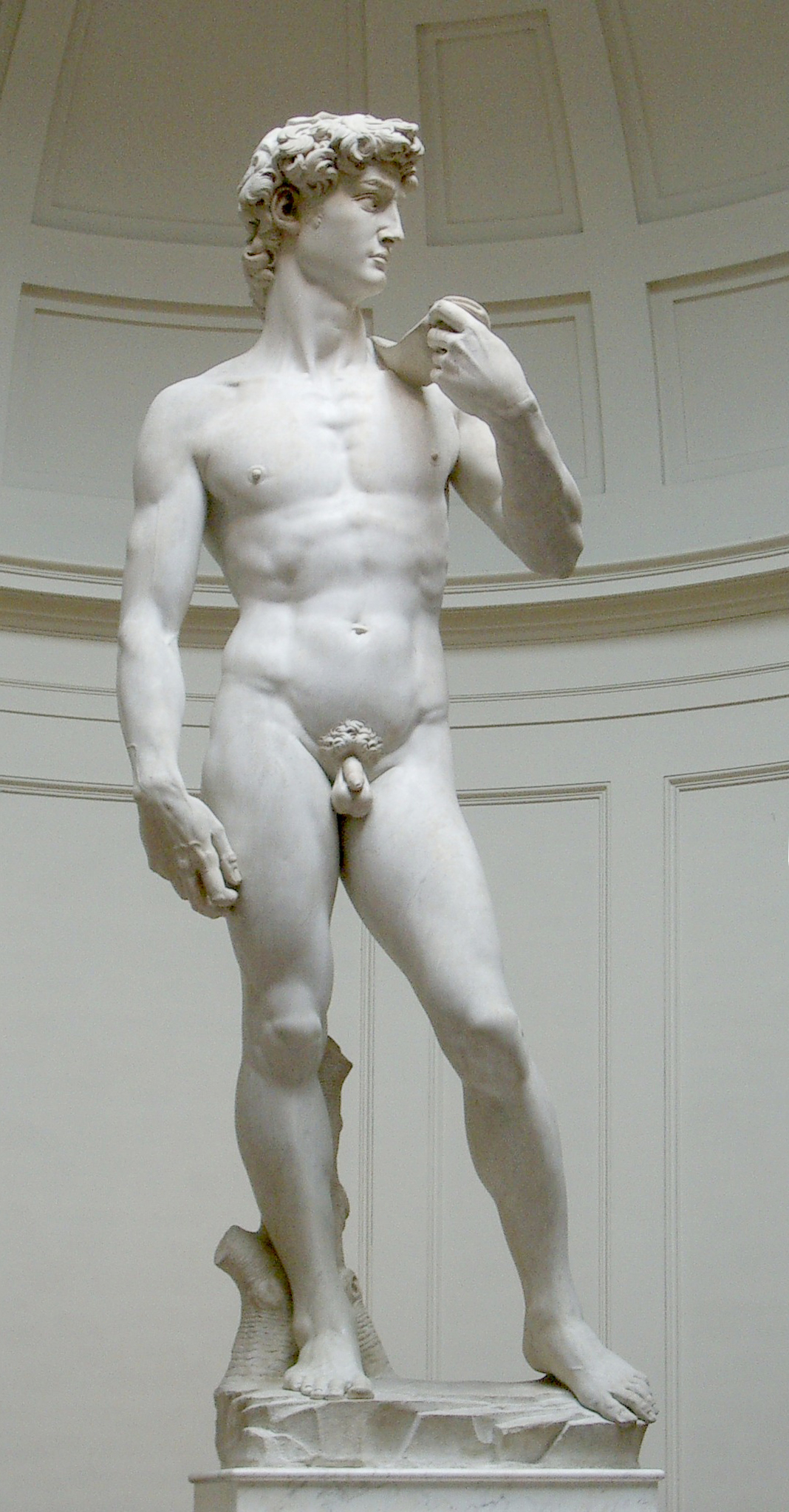
ミケランジェロ『ダヴィデ像』1501年-1504年
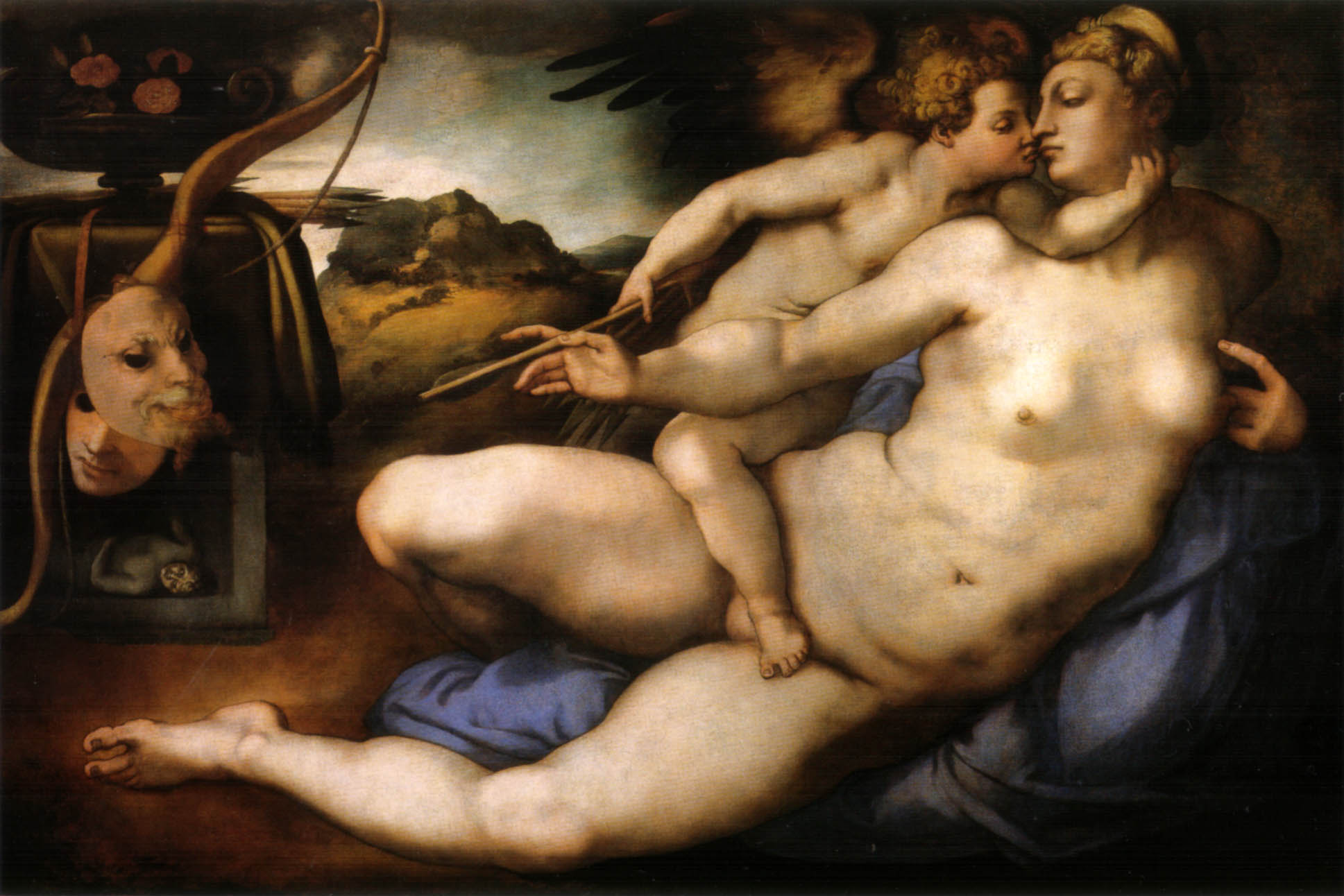
ヤコポ・ダ・ポントルモ 『ヴィーナスとキューピッド』1533年